# Carolyn Jones
Carolyn Jones, nascuda Carolyn Sue Baker (Amarillo, Texas, Estats Units, 28 d'abril de 1930 − West Hollywood, Califòrnia, 3 d'agost de 1983) va ser una actriu estatunidenca, el paper més important de la qual va ser el de Morticia Addams a la sèrie La família Addams.

## Biografia[1][2]
Arriba al Pasadena Playhouse el 1947. Aconsegueix un contracte amb la Paramount i roda la seva primera pel·lícula el 1952. L'any següent, es casa amb el cineasta Aaron Spelling, i es converteix al judaisme al mateix temps. Se separen el 1964, any del seu paper més destacat a La Família Addams. Després de la fi de la sèrie el 1966, la seva carrera va cap avall.
La seva cara estranya, una mica inquietant, l'ha perjudicat sens dubte amb els estudis. S'imposa a les obres mestres gèneres marginats al si de la indústria: House of Wax, Invasion of the Body Snatchers. Més tard explotarà aquesta vena a la televisió amb La Família Addams (que en fa una icona) després a Batman i a Wonder Woman
Al costat, tot i figurar al primer rang en pel·lícules d'èxit (Baby Face Nelson de Don Siegel amb Mickey Rooney i King Creole de Michael Curtiz amb Elvis Presley), es conforma amb aparicions a The Seven Year Itch i L'home que sabia massa i perd (per una malaltia) el paper corresponent a Donna Reed a D'aquí a l'eternitat de Fred Zinnemann - pel·lícula plena d'Oscars entre els quals el de l'Oscar a la millor actriu secundària per a Reed. Jones aconsegueix una nominació a l'Oscar amb un paper d'alguns minuts! Es podia d'altra banda jactar d'haver treballat amb Fritz Lang, Elia Kazan, Billy Wilder, Alfred Hitchcock i Frank Capra, esdevenint un segon (o tercer) paper apreciat. Els telespectadors la veuen avui de tant en tant a  L'últim tren de Gun Hill, western de Sturges amb Kirk Douglas i Anthony Quinn, o a La conquesta de l'Oest, western col·lectiu on interpreta l'esposa de George Peppard.
L'actriu després és contractada en sèries com The Virginian, Quincy, Ironside, L'Illa fantàstica. Tardanament Capitol, soap desgraciat que desenvolupava a la vida política a Washington DC, havia demostrat el magnetisme intacte de Carolyn Jones, en el personatge verinós de Myrna Clegg, el seu últim paper, digna rival de Alexis Colby (Joan Collins) a Dynastie i d'Angela Channing (Jane Wyman) a Falcon Crest.
Afectada d'un càncer del còlon, continua interpretant però en una cadira de rodes. El càncer es propaga ràpidament al seu fetge i estómac i Carolyn Jones mor el 3 d'agost de 1983.

## Filmografia[4]
- 1952: The Turning Point de William Dieterle amb William Holden, Alexis Smith: Dona
- 1952: Camí de Bali (Road to Bali): Eunice
- 1953: Off Limits de George Marshall amb Bob Hope, Mickey Rooney, Marilyn Maxwell: Deborah
- 1953: Els crims del museu de cera (House of Wax): Cathy Gray
- 1953: La guerra dels mons (The War of the Worlds): Blonde (No surt als crèdits)
- 1953: Els subornats (The Big Heat): Doris
- 1953: Geraldine comèdia musical de R. G. Springsteen: Kitty
- 1954: Make Haste to Live: Mary Rose
- 1954: The Saracen Blade aventures de William Castle amb Ricardo Montalban: Elaine of Siniscola
- 1954: Shield for Murder film negre de i amb Edmond O'Brien: Beth
- 1954: A tres hores de la veritat (Three Hours to Kill) western amb Dana Andrews, Donna Reed: Polly
- 1954: Désirée de Henry Koster amb Marlon Brando com Napoleó, i Jean Simmons: Sra. Tallien
- 1954: The Answer amb David Niven TV
- 1954-1955: Dragnet 4 episodis
- 1955: Star Stage amb Charles Lane, Cornel Wilde TV
- 1955: A l'est de l'edèn (East of Eden)
- 1955: The Seven Year Itch de Billy Wilder amb Marilyn Monroe: Miss Finch
- 1955: The Tender Trap de Charles Walters amb Frank Sinatra, Debbie Reynolds: Helen
- 1955: Passport to Danger amb Cesar Romero 1 episodi TV
- 1956: Cavalcade de Lewis Allen adaptació de Noël Coward amb Merle Oberon, Michael Wilding TV
- 1956: Invasion of the Body Snatchers: Theodora 'Teddy' Belicec
- 1956: L'home que sabia massa (The Man Who Knew Too Much): Cindy Fontaine
- 1956: The Oppolloc Sex de David Miller amb June Allyson, Joan Collins, Dolores Gray, Ann Sheridan, Ann Miller, Joan Blondell (remake de Women de George Cukor): Pat
- 1957: La nit dels marits (The Bachelor Party): The Existentialist
- 1957: The Man Who Inherited Everything amb George Sanders (convidat: Ronald Reagan) TV
- 1957: Climax ! episodi amb Miriam Hopkins TV
- 1957: Wagon Trail episodi amb Ward Bond TV
- 1957: Johnny Trouble de John H. Auer amb Ethel Barrymore, Cecil Kellaway, Stuart Whitman: Julie Horton
- 1957: The Girl in the Grass de i amb Ray Milland i High Barrier amb Vincent Price TV
- 1957: Until the Man Dies coescrita per Spelling amb John Payne TV
- 1957: Baby Face Nelson: Sue
- 1958: The Last Man de John Frankenheimer amb un guió d'Aaron Spelling amb Sterling Hayden, Hurd Hatfield, Peter Mark Richman TV
- 1958: Marjorie Morningstar de Irving Rapper amb Gene Kelly, Natalie Wood, Claire Trevor: Marsha Zelenko
- 1958: King Creole de Michael Curtiz amb Elvis Presley: Ronnie
- 1959: Un home atrapat (The Man in the Net) de Curtiz amb Alan Ladd: Linda Hamilton
- 1959: Milionari d'il·lusions (A Hole in the Head): Shirl
- 1959: L'últim tren de Gun Hill (Last Train from Gun Hill): Linda
- 1959: Career de Joseph Anthony amb Dean Martin, Anthony Franciosa, Shirley MacLaine: Shirley Drake
- 1960: Imperi de titans (Ice Palace) de Vincent Sherman adaptació d'Edna Ferber amb Richard Burton, Robert Ryan: Bridie Ballantyne
- 1960: Picture of Sal western amb Rod Taylor TV
- 1961: Sail a Crooked Ship comèdia amb Robert Wagner, Dolores Hart: Virginia
- 1961: Blood Red western de David Lowell Rich amb Dick Powell TV
- 1961: Wagon Trail episodi amb John McIntire TV
- 1961: Who Killed Julie Greer amb Dick Powell, Ronald Reagan TV
- 1962: Le Jeune Doctor Kildare amb Richard Chamberlain 1 episodi TV
- 1962: La conquesta de l'Oest (How the West Was Won): Julie Rawlings
- 1963: A Ticklish Affair comèdia romàntica de George Sidney amb Shirley Jones, Gig Young, Red Buttons: Tandy Martin
- 1963-1964: Burke's Law 2 episodis amb Gene Barry, Jeanne Crain, Dorothy Lamour TV
- 1964 Jeremy Rabbitt comèdia musical de Franklin J. Schaffner TV
- 1964-1966: La Família Addams: Morticia Addams
- 1966-1967: Batman 5 episodis TV: Marsha
- 1967: The Danny Thomas Hour amb Richard Conte 1 episodi TV
- 1969: King David de Robert Day amb Zsa Zsa Gabor, Eleanor Parker TV
- 1969: Heaven with a Gun de Lee H. Katzin amb Glenn Ford, Barbara Hershey, David Carradine: Madge McCloud
- 1969: The Dance of Death: Jenny
- 1969: Color Me Dead thriller coescrit per Russell Rouse amb Tom Tryon: Paula Gibson
- 1971: The Virginian 1 episodi TV
- 1971: Dan August amb Burt Reynolds, Richard Anderson, John Beck 1 episodi TV
- 1972: The Summer House Terror de Leo Penn coescrit per Richard Matheson amb Steve Forrest TV
- 1973: Perry Mason amb Monte Markham 1 episodi TV
- 1974: Ironside amb Raymond Burr 2 episodis TV
- 1976: Kolchak episodi de Don Weis amb Darren McGavin TV
- 1976: Ellery Queen amb Jim Hutton, David Wayne, Bob Crane 1 episodi TV
- 1976-1977: Les noves Aventures de Wonder Woman 3 episodis TV: Queen Hippolyta
- 1977: Little Ladies of the Night de Marvin J. Chomsky amb David Soul, Louis Gossett jr. (TV): Marilyn Atkins
- 1977: Roots 3 episodis (fulletó TV): Mrs. Moore
- 1977: Eaten Alive Terror de Tobe Hooper amb Mel Ferrer, Robert Englund: Miss Hattie
- 1977: Quincy amb Jack Klugman dos episodis TV
- 1977: Halloween with the New Addams Family (TV): Morticia Addams
- 1979: Good Luck, Miss Wyckoff de Chomsky adaptació de William Inge amb Anne Heywood en el paper del títol, Robert Vaughn, Donald Pleasence: Beth
- 1979: The French Atlantic Affair (fulletó TV) de Douglas Heyes amb Jean-Pierre Aumont, Horst Buchholz, José Ferrer (actor), Louis Jourdan, Michelle Phillips, Marie-France Pisier: Peg
- 1979-1982: L'illa fantàstica amb Ricardo Montalban 4 episodis TV
- 1980: The Dream Merchants fulletó de Vincent Sherman amb Mark Harmon, Morgan Fairchild, Red Buttons, Robert Culp (TV): Vera
- 1981: Midnight Lace (TV): Bernadette Chance
- 1981: Quincy 1 episodi TV
- 1981: Midnight Lace thriller amb Mary Crosby, Celeste Holm TV
- 1982-1983: Capitol (Capitol) amb Rory Clahoun, Constance Towers, Richard Egan, Debrah Farentino (sèrie TV): Myrna Clegg

## Premis i nominacions
Nominacions
- 1958: Oscar a la millor actriu secundària per La nit dels marits